# Maccus mac Arailt
Maccus mac Arailt (m. 984 o 987) o Maccus Haraldsson fue un caudillo hiberno-nórdico que reinó Mann junto a su hermano Gofraid, ambos guerreros vikingos muy activos en el Mar de Irlanda en la década de 970 y 980. El nombre Maccus es erróneamente confundido con el nórdico Magnus, siendo el primero de origen gaélico. Maccus y Gofraid se consideran miembros de la dinastía Uí Ímair. Los cronistas contemporáneos le asignaron el título «Rey de muchas islas» (plurimarum rex insularum).
La primera mención de Maccus aparece en Brut y Tywysogion (971) que registra un ataque sobre Penmon en Gales, donde hay un centro eclesiástico muy importante. Los anales galeses también recogen un ataque sobre Anglesey dos años más tarde, pero no identifican a Maccus o Gofraid. En el mismo año 973, Maccus aparece en una relación de reyes listados por Juan de Worcester y Guillermo de Malmesbury presentes junto a Edgar el Pacífico reunidos en Chester donde juraron lealtad. Maccus es llamado «rey de muchas islas», sugiriendo que gobernaba también las Hébridas, quizás también Mann pero existe aún cierta incerteza sobre esto ya que no se menciona expresamente. Maccus aparece como testigo de una carta del rey Edgar, fechada alrededor de aquel tiempo, pero generalmente se piensa que es una falsificación tardía.
Los Anales de Inisfallen citan el saqueo de Scattery Island y la captura de Ivar de Limerick por "el hijo de Harald" en 974. Los Anales de los cuatro maestros también llaman a Maccus «hijo de Harald» y añaden que «juristas de las islas» (lagman) le acompañaban en la expedición, otra vez sugiriendo las Hébridas.
Maccus aparece otra vez en 982, uniendo sus fuerzas con Gofraid en un ataque a Gales. En 984 los hermanos llegan hasta el reino de Waterford, se unen a Brian Boru, rey de Munster e Ivar de Waterford, y los ejércitos y flotas conjuntas atacaron el reino de Dublín. Tras este hecho, Maccus desaparece de las crónicas.